# Saint-Jean-aux-Joncs
Saint-Jean-aux-Joncs, (en néerlandais : Sint-Jan-ter-Biezen) est un village de la province belge de Flandre Occidentale, sur le territoire de la commune de Poperinghe. Il se trouve à la frontière de la section de Poperinghe et du celle de Watou.

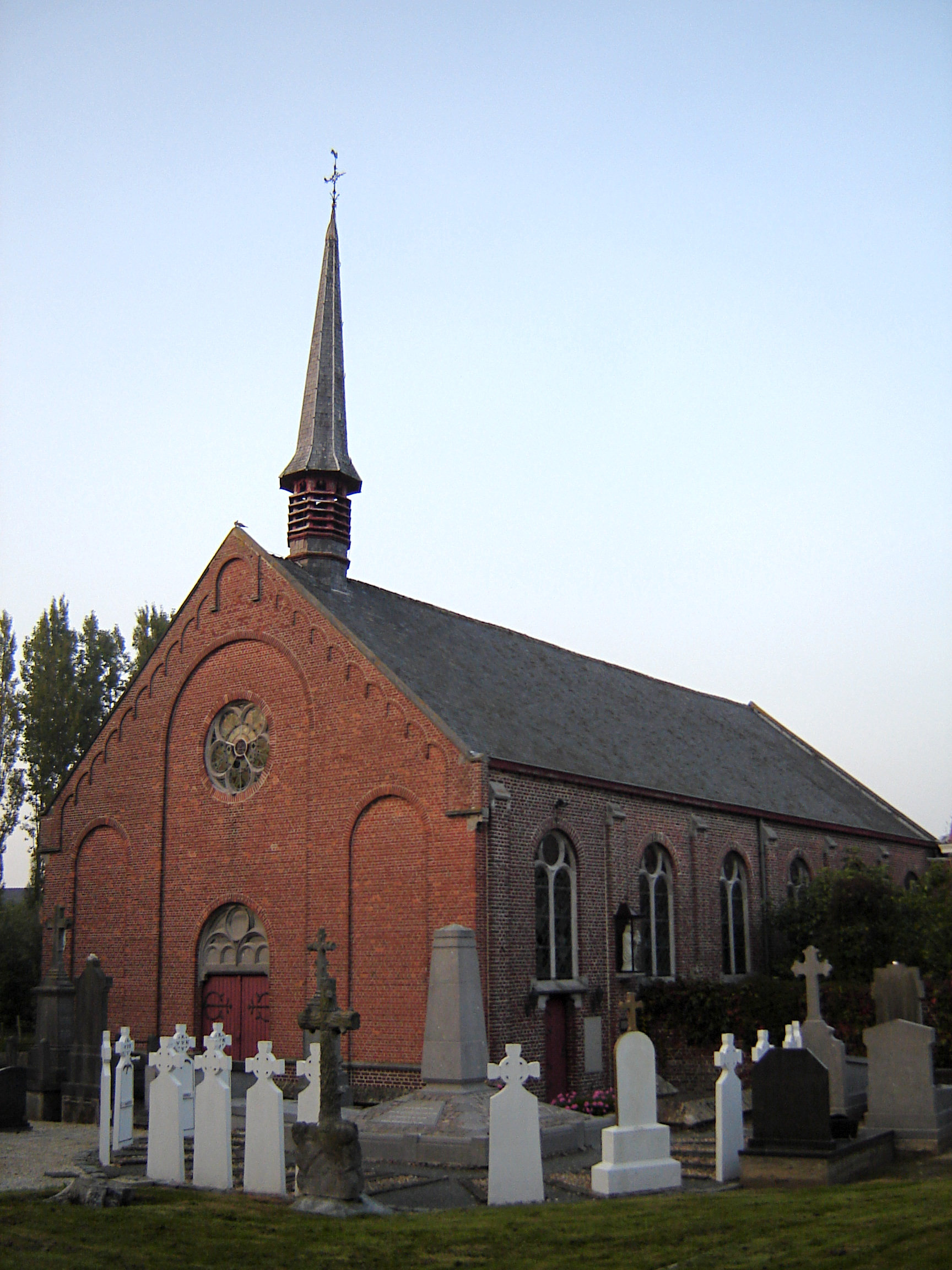
Église Saint-Jean

Le hameau est une paroisse depuis 1874. À Saint-Jean-aux-Joncs se dresse l'église Saint-Jean, qui a été construite entre 1893-94 et 1906. Il s'agit d'une église à nef unique avec un toit cavalier. L'église a été en partie détruite par des orages en 1971 mais a été restaurée six ans plus tard.

## Nature et paysage
Au nord du village, des bois s'étendent entre Saint-Jean-aux-Joncs et l'abbaye Saint-Sixte de Westvleteren. Ceux-ci forment un paysage remarquable et une zone culturellement et historiquement importante.

## Villages à proximité
Poperinghe, Watou, Proven, Abeele